# Hulk Hogan
Pour les articles homonymes, voir Hulk (homonymie) et Hogan.
Terry Eugene Bollea, plus connu sous le nom de Hulk Hogan, né le 11 août 1953 à Augusta (Géorgie, États-Unis) et mort le 24 juillet 2025 à Clearwater (Floride, États-Unis) est un catcheur, acteur et musicien américain.
Hulk Hogan est souvent cité comme le catcheur le plus célèbre au monde, la plus grande star de cette industrie durant les années 1980, et l'un des catcheurs les plus populaires de tous les temps. Avec sa moustache en fer à cheval blonde, son bandana emblématique et ses entrées sur le ring, Hogan a été de nombreuses années le visage du catch américain et de la WWF (ancien nom de la WWE), une compagnie dont il a largement contribué à l'expansion économique.
Il commence sa carrière de catcheur professionnel en 1977, mais acquiert une renommée mondiale lorsque Vince McMahon le fait signer à la World Wrestling Federation, en décembre 1983. Son personnage de héros américain a contribué à l'essor du catch professionnel dans les années 1980, où il a été la tête d'affiche de huit des neuf premières éditions de WrestleMania, l'événement annuel phare de la WWF. Lors de son premier passage à la WWF, il a été cinq fois WWE Champion. Son règne de 1 474 jours est toujours actuellement le plus long de l'ère post-WrestleMania. Il est également le premier catcheur à remporter deux fois consécutivement le Royal Rumble (en 1990 et 1991). Son match contre André The Giant lors du WWF Main Event le 5 février 1988 détient toujours des records d'audience télévisée américaine pour le catch avec une note Nielsen de 15,2 et 33 millions de téléspectateurs.
En 1993, Hogan quitta la WWF pour se consacrer au cinéma et à la télévision. Il fut de nouveau attiré par le ring lorsqu'il signa avec la fédération rivale de la WWF, la World Championship Wrestling (WCW), en 1994. Il remporta le championnat du monde poids lourd de la WCW à six reprises et détient le record du plus long règne. En 1996, lors du PPV WCW Bash at the Beach, sa carrière connut un renouveau en adoptant le personnage du méchant « Hollywood » Hulk Hogan, leader du puissant clan New World Order (nWo). Cet avènement est considéré comme un moment de bascule dans l'histoire du catch américain, dont l'incidence sur l'industrie est retentissante. Hogan devint ainsi une figure majeure de la Monday Night Wars, un autre essor du catch professionnel grand public. Il fut la tête d'affiche de Starrcade, l'événement annuel phare de la WCW, à trois reprises (1994, 1996 et 1997), Starrcade 1997 étant le pay-per-view le plus rentable de l'histoire de la WCW. Il quitte la compagnie en 2000.
Hogan est revenu à la WWF en 2002 après que cette dernière ait acquis la WCW l'année précédente. Il remporte le championnat de la WWF pour la sixième fois, égalant ainsi le record du nombre de règnes (pour l'époque). La compagnie ayant changé de nom en 2002, Hogan est donc le dernier champion du monde WWF et le premier champion du monde WWE.
Il a été intronisé au WWE Hall of Fame en 2005, et intronisé une deuxième fois en 2020 en tant que membre de la nWo. Hogan a également travaillé par la suite pour la Total Nonstop Action Wrestling entre 2010 et 2013.
Il a été douze fois champion du monde : six fois Champion du monde poids-lourds de la WWF et six fois Champion du monde poids-lourds de la WCW.
Au cinéma, Hogan a coréalisé Suburban Commando, et a également fait des apparitions dans de multiples films (Rocky 3, Les 3 ninjas se déchaînent, Cadence de combat) et séries télévisées (L'Agence tous risques, Walker, Texas Ranger, Alerte à Malibu dans son propre rôle, Caraïbes offshore dont il est l'un des héros principaux). Il a également été le producteur et présentateur d'un jeu télévisé intitulé Hulk Hogan's Celebrity Championship Wrestling, et est le personnage principal d'une téléréalité racontant sa vie privée, Le Monde merveilleux de Hulk Hogan.

## Biographie

### Jeunesse
Durant sa jeunesse, Terry Eugene Bollea rêve de devenir musicien. Alors qu'il travaille comme guichetier dans une banque, il rencontre les catcheurs Jerry et Jack Brisco (en). Il intègre l'école de catch de la Championship Wrestling from Florida où il s'entraîne auprès d'Hiro Matsuda qui lors du premier jour lui casse une jambe. Bollea revient quelques mois plus tard et gagne le respect de son entraîneur. Il fait son premier combat le 9 août 1977 en portant un masque sous le nom de Super Destroyer,.
Le 1er décembre 1979, il remporte son premier titre en devenant champion du Sud-Est de la National Wrestling Alliance sous le nom de Sterling Golden après sa victoire sur Dick Slater et perd ce titre le jour de Noël face à Bob Armstrong.
Début 1980, il commence à travailler régulièrement pour la World Wrestling Federation (WWF) et adopte le nom de ring d'Hulk Hogan, tandis que Freddie Blassie devient son manager. Il affronte à plusieurs reprises Bob Backlund et André The Giant, ce dernier remportant le 9 août un match au cours d'un spectacle au Shea Stadium.

### Rocky 3et American Wrestling Association (1981-1983)
En 1981, Sylvester Stallone demande personnellement à Hogan de tenir un rôle dans Rocky 3. Vince McMahon, Sr. n'est pas d'accord ; contrairement à son fils, il pense que les lutteurs n'ont pas leur place au cinéma. Hogan accepte tout de même, espérant que le rôle le fasse connaître encore plus. Il interprète le champion du monde de catch Thunderlips, à qui Rocky s'oppose lors d'un match .
Quittant la WWF, Hogan commence alors à lutter au Minnesota, avec l'American Wrestling Association (AWA), propriété de Verne Gagne. Hogan débute en tant que heel  et a Johnny Valiant comme manager. Les fans adorent Hogan, ce qui force ceux qui écrivent les galas à en faire un face. Il devient rapidement le catcheur le plus populaire à l'AWA et se bat contre le champion du monde poids-lourds de l'AWA Nick Bockwinkel à plusieurs reprises. Le 24 avril 1983, il bat Bockwinkel et l'arbitre le déclare champion, mais Stanley Blackburn (le président scénaristique de l'AWA) annule cette décision et disqualifie Hogan pour avoir fait passer son adversaire par-dessus la 3e corde en fin de match.

### New Japan Pro Wrestling (1980-1983)
Hogan fait sa première apparition au Japon le 23 mai 1980 au cours d'une tournée de la World Wrestling Federation. Il y pratique un catch plus technique qu'aux États-Unis,. En fin d'année, il fait équipe avec Stan Hansen avec qui il atteint la finale du tournoi Madison Square Garden Tag League et perdent face à Antonio Inoki et Bob Backlund.

Signature de Hulk Hogan.

Entre les mois de mai et juin 1981, il participe au tournoi Madison Square Garden Series où il termine 4e de la phase de groupe.
Entre mai et juin 1983, il remporte le tournoi International Wrestling Grand Prix League après sa victoire sur Antonio Inoki le 2 juin,.

### Retour à la World Wrestling Federation (1983-1993)

#### Montée en puissance de la Hulkamania (1983-1984)

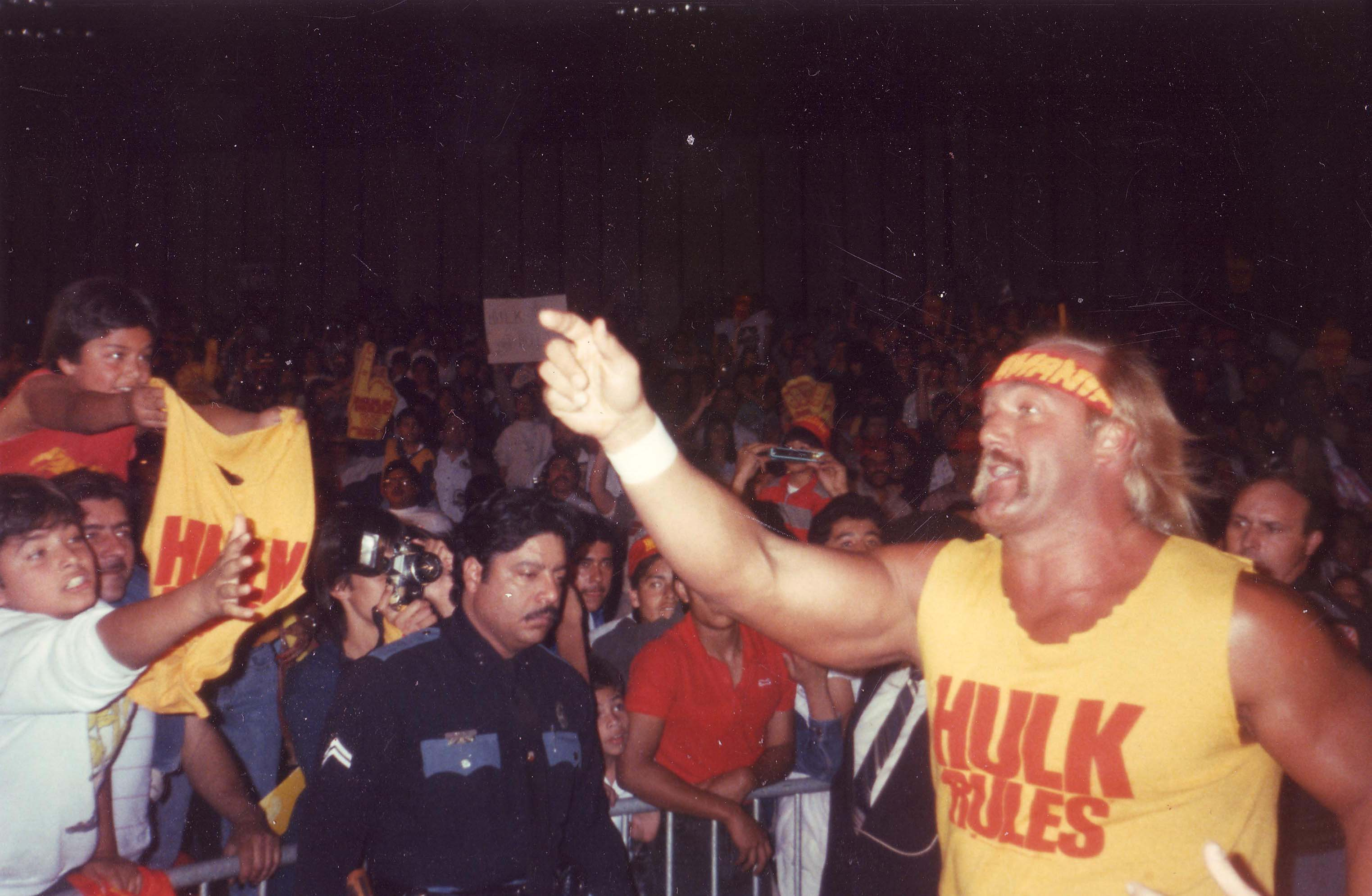
Hulk Hogan entrant sur le ring à la fin des années 1980.

En 1982, Vince K. McMahon rachète la World Wrestling Federation (WWF) de son père. Avec l'ambition d'étendre le marché du catch, il choisit Hulk Hogan pour devenir la vedette de son entreprise. Il lui propose un contrat qu'il accepte.
Hogan fait son retour lors d'un enregistrement télévisé à Saint-Louis, le 27 décembre 1983, en battant Bill Dixon.
Le 23 janvier 1984, il remplace Bob Backlund blessé à la nuque et remporte le championnat du monde poids-lourds de la WWF face à l'Iron Sheik, devenant aussi le premier à briser la prise de soumission de son adversaire, la camel clutch,. Après sa victoire, le commentateur Gorilla Monsoon crie : « Hulkamania is here ! ».
Hogan adopte une tenue de couleurs jaune et rouge caractéristique. Lors de ses entrées sur le ring, il arrache son tee-shirt, fait des poses et incite le public à l'acclamer. La majorité de ses combats à cette époque le mettent aux prises avec des heel, avec des combats au déroulement quasi routinier : il prend d'abord le dessus sur son adversaire, pour ensuite perdre son ascendant et subir à son tour la domination de son rival. Enfin, alors qu'on le pense définitivement acculé, il retrouve un second souffle, et se nourrit de l'énergie du public, devenant invulnérable aux attaques – un processus appelé « Hulking up ». Il se relève, pointe l'adversaire du doigt (accompagné d'un « you ! » retentissant du public), et lance un enchaînement de coups qui lui assurent la victoire.
En 1984, des similitudes entre le personnage de Hogan et celui de L'Incroyable Hulk ont conduit à un accord de renonciation entre Titan Sports, Marvel Comics et lui-même, accord par lequel Marvel a obtenu les marques déposées « Hulk Hogan », « Hulkster » et « Hulkamania » pendant 20 ans, et Titan a accepté de ne plus l'appeler « Incroyable » ni simplement « Hulk », ni de l'habiller en violet ou en vert. Marvel a également reçu par la suite 0,9 % des revenus bruts de marchandises liés à Hogan, 100 $ pour chacun de ses matchs et 10 % sur ses autres gains sous ce nom. Cet accord s'est étendu plus tard à la WCW, dont la société mère, Turner Broadcasting System, a fusionné avec Time Warner en 1996 et est devenue une société sœur de DC Comics, le rival de Marvel.

#### Champion du monde et succès international (1984-1988)
Hogan devint l'emblème du catch professionnel, permettant à Vince MacMahon de propulser la WWF au rang de multinational, attirant au passage maisons de disques, acheteurs de pay-per-view et audimat[réf. nécessaire].
Une de ses premières défenses a lieu le 20 février face à Paul Orndorff où Hogan contre en fin de match le piledriver de son adversaire avant de remporter le match par décompte à l'extérieur. Hogan entame ensuite une rivalité avec Big John Studd qui donne lieu tout d'abord à un match de championnat le 22 septembre, que Studd remporte par décompte à l'extérieur ; un mois plus tard Hogan remporte le match revanche où il peut perdre son titre par décompte à l'extérieur en plus de parier 15 000 $ si Studd réussi à lui porter un bodyslam,.
Le 18 février 1985, il défend son titre face à Roddy Piper : au cours du match, Paul Orndorff vient l'attaquer alors que l'arbitre est inconscient ; après cela, Piper et Orndorff provoquent Cyndi Lauper et Mr T qui sont dans le public, et ce dernier vient sur le ring pour défendre Hogan. Le 20 mars, alors qu'il est sur le plateau d'Hot Properties (un talk show animé par Richard Belzer) avec Mr T pour faire la promotion de WrestleMania, il blesse le présentateur de cette émission en effectuant une prise ; Beltzer poursuit Bollea en justice, réclame 5 000 000 $ et en obtient 400 000 $. Onze jours après cet incident au cours du premier WrestleMania, le match opposant Hogan et Mr T à Roddy Piper et Paul Orndorff se conclut par la défaite de ces derniers. Le 20 mai, il défend son titre lors du premier épisode de Saturday Night's Main Event face à Bob Orton, ce dernier perdant par disqualification après une intervention de Piper ; en fin de match Orndorff vient en aide à Hogan et Mr T. La rivalité avec Piper continue et donne lieu à un match de championnat qui se termine par la victoire par disqualification d'Hogan à la suite de l'attaque d'Orton, Orndorff venant après pour aider son nouvel allié.
Hogan a été désigné comme la célébrité la plus sollicitée des années 1980 par l'association caritative Make-A-Wish. Il a fait la couverture de Sports Illustrated (le premier catcheur professionnel à le faire), de TV Guide et de la presse people. Il est également apparu dans The Tonight Show et a eu son propre dessin animé du samedi matin sur CBS, intitulé Hulk Hogan's Rock 'n' Wrestling. Tête d'affiche d'incontournable, il a été la principale figure de sept des huit premiers événements de WrestleMania. Il a également co-animé Saturday Night Live le 30 mars 1985.
Lors du Saturday Night's Main Event II, il défendit son titre avec succès face à Nikolai Volkoff lors d'un match de championnat. Il affronte ensuite l'un de ses grands rivaux, Roddy Piper, lors d'un match pour le titre de la WWF lors du PPV Wrestling Classic. Hogan conserve son titre par disqualification après que Bob Orton eut interféré et frappé Hogan avec son plâtre. Le 1er mars 1986 alors qu'il défend son titre face The Magnificent Muraco dans un match qui se conclut par la disqualification de Muraco après une intervention de son manager Bobby Heenan, King Kong Bundy vient attaquer Hogan, qui se retrouve plus tard à l'hôpital,. Débute alors une rivalité qui se termine dans un match en cage le 7 avril à WrestleMania II où Hogan défend avec succès son titre. Tout au long de l'année 1986, Hogan conserva son titre face à des adversaires tels que Terry Funk, Paul Orndorff, et Hercules.
À WrestleMania III, en 1987, Hogan a été réservé pour défendre le titre contre André Le Géant, qui avait été la star principale du catch avant Hogan, et présenté comme invaincu depuis quinze ans[réf. nécessaire]. Hogan défendit à nouveau avec succès son titre de champion du monde poids lourd de la WWF. Durant le match, Hogan porta un body slam sur André, qui pesait 235 kg (surnommé « le body slam le plus entendu dans le monde »), et remporta le match après un leg drop.

#### Les Mega Powers (1988-1989)
Hogan est resté champion du monde des poids lourds de la WWF pendant quatre ans. Devant 33 millions de téléspectateurs, Il perd finalement le titre face à André lors de après une avoir été victime d'une tricherie (scénaristique) de la part de « The Million Dollar Man » Ted DiBiase et Earl Hebner. Après le match, André a remis le titre à DiBiase en échange d'un accord financier entre les deux hommes. En conséquence, le championnat du monde des poids lourds de la WWF a été vacant pour la première fois en 25 ans, du fait que le président de la WWF de l'époque, Jack Tunney, a décrété que le championnat ne pouvait pas être vendu d'un lutteur à un autre. À WrestleMania IV, Hogan a participé à un tournoi pour le championnat du monde des poids lourds de la WWF vacant afin de le récupérer ; lui et André ont été exemptés des quarts de finale, mais leur match s'est soldé par une double disqualification. Plus tard dans la soirée, lors du main event, Hogan est venu au bord du ring pour empêcher André d'intervenir, ce qui a permis à "Macho Man" Randy Savage de vaincre Ted DiBiase et de remporter le titre.
Ensemble, Hogan, Savage et leur manager Miss Elizabeth ont formé une alliance connu sous le nom de The Mega Powers. Après que Savage soit devenu champion du monde poids lourds de la WWF à WrestleMania IV, ils ont rivalisé avec les Mega Bucks (AndréLe Géant et Ted DiBiase) et les ont vaincus lors du main event du premier SummerSlam. Ils ont ensuite rivalisé avec les Akeen et Big Boss Man, qu'ils battent à chaque fois.
The Mega Powers ont commencé à imploser en raison de la jalousie grandissante de Savage envers Hogan et de ses soupçons selon lesquels Hogan et Elizabeth étaient plus que de simples amis. Au Royal Rumble de 1989, Hogan élimine Savage du match, ce qui créa une tension, avant d'être lui-même éliminé par les Twin Towers. Au début de l'année 1989, le duo se sépara lors d'un combat contre les Twin Towers lors du Main Event II. Savage percute accidentellement Miss Elizabeth pendant le match. Hogan l'emmène alors en coulisses pour se faire soigner, abandonnant temporairement Savage. Après s'être assuré qu'Elizabeth allait bien, Hogan retourne sur le ring et supplia Savage de le rejoindre. Furieux, Savage attrapa la main tendue de Hogan d'une main et le gifla de l'autre avant de quitter le ring. Hogan remporta finalement le match à lui tout seul. Après le match, Savage attaqua Hogan en coulisses, ce qui déclencha une rivalité entre les deux. Leur rivalité culmina à WrestleMania V lorsque Hogan battit Savage et remporta son deuxième titre de champion du monde poids lourd de la WWF.

#### Derniers championnats du monde et départ (1989-1992)
Après avoir récupéré la ceinture, il la défendit lors de deux matchs contre Savage en avril, qu'il conserve en perdant à chaque fois par décompte extérieur, avant de vaincre ensuite The Big Boss Man dans un match en cage lors du Saturday Night's Main Event XXI, diffusé le 27 mai. En mai, Hogan conserve son titre en s'inclinant une nouvelle fois par décompte extérieur contre Savage. Ce fut la dernière fois que le championnat du monde des poids-lourds WWFfut mentionné sous ce nom lors d'une défense de titre télévisée. Lors de la défense suivante de Hogan contre The Honky Tonk Man lors du Saturday Night's Main Event XVIII le titre est renommé et simplement Championnat de la WWF. Durant son second règne de champion, Hogan a également joué dans le film No Holds Barred, inspiré d'une rivalité avec son partenaire à l'écran, Tom Lister Jr, qui apparaissait lors de combats de catch sous le nom de Zeus (un « monstre invincible » jaloux de la popularité de Hogan et avide de vengeance). Hogan bat facilement Zeus lors d'une série de matchs à travers le pays fin 1989, à commencer par un match par équipe à SummerSlam, où Hogan et Brutus Beefcake ont dominé Zeus et Savage. Hogan et Zeus se sont ensuite rencontrés aux Survivor Series, où les « Hulkamaniacs » ont affronté la « Million Dollar Team » ; en début de match, Hogan a mis Zeus à terre en le frappant avec tous ses coups, sans succès. Zeus a ensuite malmené Hogan et a poussé l'arbitre Dave Hebner à terre à deux reprises, la deuxième poussée incitant Hebner à disqualifier Zeus du match. Hogan et Beefcake ont ensuite battu Zeus et Savage lors d'un match revanche au pay-per-view No Holds Barred, mettant ainsi fin à leur rivalité. Hogan bat ensuite Savage pour conserver le titre de champion de la WWF lors de leur revanche officielle le 10 octobre, lors du show britannique First WWF UK Event à la London Arena. Durant son second règne de champion de la WWF, Hogan remporte le Royal Rumble 1990, avant de perdre contre le champion intercontinental The Ultimate Warrior lors d'un match pour le titre à WrestleMania VI le 1er avril 1990.

### World Championship Wrestling (1994-2000)

#### Champion du monde poids-lourd (1994-1996)
En juin 1994, Hogan est ramené à la lutte par la World Championship Wrestling, le compétiteur direct de la WWF. Quand Hogan signe avec la WCW, les officiels (Eric Bischoff) espèrent pouvoir faire revivre les jours de gloire de la « Hulkamania », mais ils savent que ce ne sera pas facile, de nombreux fans de longue date de la WCW ne sont pas convaincus de ce que vaut alors Hogan. De plus, les fans du Sud sont « Anti-WWF » et Hogan était le plus « gros » nom de cette fédération.
Hogan reçoit le contrôle complet de son personnage. La signature de contrat officielle se fait le 13 juin, à Disney World à Orlando, après une parade rouge et jaune. Le 17 juillet, Hogan remporte le titre « poids lourd » de la WCW lors de son premier match en battant Ric Flair. Après des querelles avec Flair, Vader et les Dungeon of Doom qui durent pendant les 18 mois suivant, Hogan abandonne le titre et décide d’apparaître seulement occasionnellement lors des shows de la WCW. Les fans de la WCW préfèrent les jeunes catcheurs comme Chris Benoit et Eddie Guerrero et semblent lassés du bon Hogan en rouge et jaune. Ceci amènera Hogan à apporter des changements à son personnage, pour devenir méchant, la première fois depuis 1981. Il revient à temps-plein le 7 juillet 1996, retour qui est vu comme l’un des événements les plus mémorables de la lutte professionnelle.

#### New World Order (1996-1999)

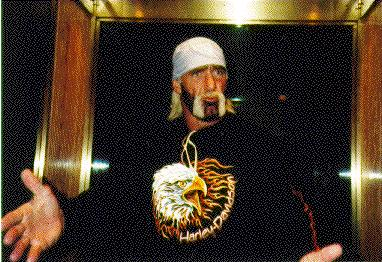
Hollywood Hogan.

Scott Hall et Kevin Nash sont tous les deux partis de la WWF début 1996 pour retourner vers leur ancien employeur, la WCW. On les surnomme alors les « Outsiders », car ils ne font pas partie de la WCW de façon officielle dans l’histoire. Ils ont l'intention de contrôler la WCW avec l’aide d’un troisième partenaire mystère (au départ, la rumeur voulait que ce soit Bret Hart ou Shawn Michaels).
Lors de Bash at the Beach, Hall, Nash et leur partenaire « mystère » doivent faire face à Sting, Randy Savage et Lex Luger. Le troisième homme n'apparaît pas au début du combat et après que Luger quitte le ring à cause d’une blessure, plusieurs personnes croiront qu’il est le partenaire mystère. Quand Hogan sort, la foule pense qu’il va remplacer Lex Luger pour attaquer Hall et Nash, mais à la surprise de tous, Hogan attaque Savage et se déclare comme étant le partenaire des Outsiders. Les trois hommes se regroupent sous le nom New World Order (nWo).
Le « heel turn » de Hogan, qui a été une des icônes du divertissement sportif pendant quinze ans, est mal perçu par le public. La nuit suivante, lors de Nitro, Eric Bischoff annonce que la WCW et Hogan avaient reçu des tas de plaintes de parents depuis le PPV et que les enfants détruisaient leurs produits dérivés Hulk Hogan. Pour redéfinir son personnage comme « méchant », sans cependant adopter le style de l’homme mauvais, Hogan se teindra la barbe en noir et se renomme « Hollywood Hogan », il donnera naissance à un « méchant » plus réaliste.
Après avoir vaincu « The Giant » à Hog Wild le 10 août 1996, Hogan restera le champion « poids lourd » de la WCW pendant presque toute l’année 1997. Durant cette période, il combattra notamment Roddy Piper, Randy Savage, Lex Luger, Sting et Diamond Dallas Page. La nWo ne cessera de grandir et deviendra rapidement le concept le plus populaire de la lutte, aidant la WCW à battre la WWF dans les ratings pendant quatre-vingt-trois semaines de suite.
À StarrCade, dans le combat le plus attendu de l’histoire de la WCW qui aura demandé près de 18 mois de préparation, Sting réussit à vaincre Hulk Hogan. Cependant, les fans sont déçus du « combat de la décennie » parce que la longueur du combat et sa fin ne justifient pas tout le temps que la WCW avait pris pour bâtir cette rivalité. La finale a dû être repensée, car Hogan, avec le contrôle créatif de son contrat, voulait battre Sting, alors que les bookers avaient déjà décidé que Sting l’emporterait. Pour garder les plans et faire plaisir à Hogan, la fédération décide de faire gagner Hogan par compte rapide et de faire ensuite recommencer le combat pour que Sting l’emporte par soumission. Le finish prend place lors de StarrCade et de Nitro.
Après que Hogan a passé l’année 1998 à faire des combats impliquant des célébrités comme Dennis Rodman et même Jay Leno (il tentera aussi de se lancer dans la course à la présidence des États-Unis en novembre), il annonce sa retraite. Il revient le 4 janvier 1999 et regagne alors le titre lors du match controversé surnommé le « Fingerpoke of Doom ». Hogan perdra contre Ric Flair lors d'Uncensored 1999.

#### Rivalité avec Vince Russo et départ (1999-2000)
En juillet 1999, Hogan redevient peu à peu antagoniste. Le 9 août 1999, il commence le spectacle habillé en noir et blanc, mais, après une scène avec son fils, il se présente vêtu de ses vêtements rouges et jaunes pour son combat 3 contre 3. Ses blessures et ses frustrations deviendront plus sérieuses et Hogan sera absent jusqu’en février 2000. Dans son livre, Hollywood Hulk Hogan, Bollea écrit que Vince Russo lui avait demandé de prendre du repos et que personne ne lui avait dit quand il serait de retour. Le 24 octobre 1999, lors du Halloween Havoc à Las Vegas, Hogan doit affronter Sting pour le titre mondial qu’il avait perdu au Fall Brawl, un mois auparavant. Il se présente sur le ring en vêtements de ville, se couche pour le « tombé » et quitte le ring. Après son retour en février 2000, Hogan combattra Lex Luger, Ric Flair et Billy Kidman.
Lors du Bash at the Beach, Hogan est impliqué dans un très controversé incident (réel) avec Vince Russo. Devant combattre Jeff Jarrett pour le titre, Hogan veut remporter cette rencontre car il pense que Russo ne l’utilisera plus dans aucune histoire. Hogan a encore plusieurs mois à son contrat et doit apparaître à tous les PPV, il décide alors d'utiliser la clause de son contrat qui lui donne le contrôle des finales pour chacun de ses combats, rendant ainsi furieux Russo qui ne pense pas que Hogan doive être champion (selon Hogan, c’est la seule fois qu’il a utilisé cette clause.). Russo demandera alors à Jarrett de se coucher au centre du ring et à Hogan de le battre sur le champ. Hogan, confus, accepte, prend le micro et dit à Russo : « C’est à cause de cette merde que la compagnie est dans cet état ! » Russo répondra en disant qu’il voulait se débarrasser de tous les vieux de la compagnie et que puisque Hogan ne voulait pas jobber contre Jarrett, un nouveau titre poids-lourds allait être créé ; ce qui introduit un combat entre Jeff Jarrett et Booker T plus tard dans la soirée. Hogan ne fera plus aucune apparition et personne ne mentionnera son nom lors d'événements de la WCW après ce soir là. Hogan engagera des poursuites contre Vince Russo qui se termineront en dehors de la cour de justice. Russo révélera plus tard que cet incident était une manœuvre. La WCW n’avait plus les moyens de payer Hogan lors de PPV, dès lors, il n'a plus été rappelé.

### Retour à la World Wrestling Federation (2002-2006)

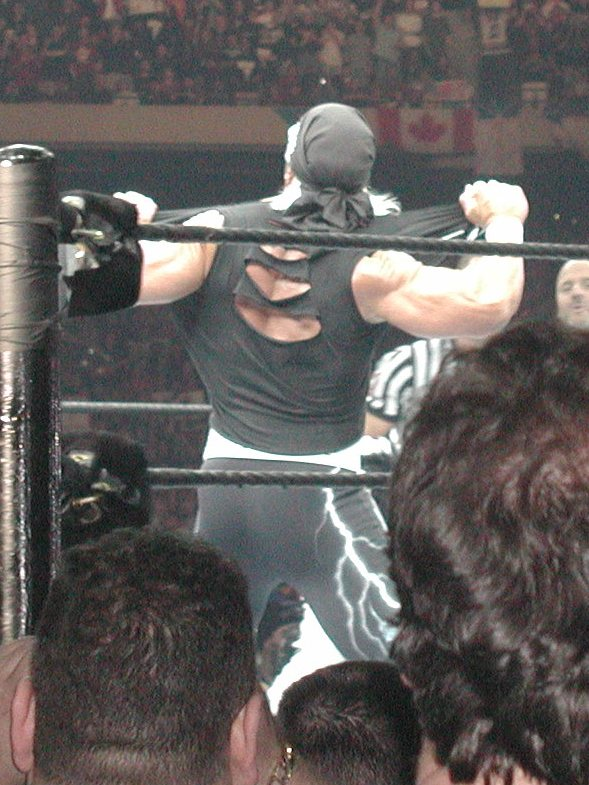
Hollywood Hogan, durant son entrée à WrestleMania X8.

De juillet 2000 à novembre 2001, Hogan est très silencieux et ne sort pas en public. Il se demande si ce que Russo avait dit sur lui est véridique. Le père de Hulk, Peter Bollea, décède en décembre 2001, ce qu’il prend très mal. Beaucoup de fans donnent raison à Russo, voyant que Hogan ralentit le progrès des lutteurs plus jeunes. Hogan lui, désire prouver qu’il peut toujours livrer la marchandise. Dans les mois suivant la fin de la WCW en mars 2001, Hogan a une opération aux genoux pour l’aider à lutter de nouveau. Pour un test, Hogan travaille pour la XWF, une promotion de lutte prise en charge par Jimmy Hart. Hogan bat Curt Hennig dans ce match et se sent assez bien pour accepter l’offre de retour à la WWF en février 2002 à No Way Out[réf. nécessaire].
Au départ, Hogan fait un retour avec les membres originaux de la nWo, Hall et Nash. Lors de WrestleMania X8, il se mesure à Dwayne Johnson (The Rock). C'est le seul combat de Wrestlemania dans lequel Hogan joue l'antagoniste. Par contre, les fans du Skydome le retransforme en protagoniste durant le combat. The Rock gagne le combat et serre la main de Hogan à la fin. Après le combat, Hogan est de nouveau un face, même s’il continue de porter ses vêtements noir et blanc pendant quelques semaines.Durant l'été 2002, Hogan fait équipe avec Edge et remporte, le WWE Tag Team Championship, pour un court règne d'un mois. Il bat Triple H lors de Backlash pour avoir un court règne d’un mois. Durant son règne, la WWF change de nom et se rebaptise en WWE (World Wrestling Entertainment). Ceci consacre Hogan comme le dernier champion de la WWF, et le premier champion poids lourds de la WWE. Le 4 juillet 2002, le jour de la fête nationale américaine, Hulk Hogan remporte le titre par équipe avec Edge.
Après un angle où Brock Lesnar écrase Hulk Hogan en août 2002, il disparaît des ondes. Il fait un retour au début de 2003 pour combattre The Rock une autre fois. Il bat aussi Vince McMahon lors de Wrestlemania XIX. Hulk Hogan est de retour avec le fameux logo « Hulk Rules », modifié pour « Hulk Still Rules »[réf. nécessaire].
Mr. America est un autre alter-ego de Hogan. Mr. America est Hulk Hogan, déguisé. Il utilise le thème « Real American ». Il est issu de l’histoire qui survient après Wrestlemania XIX, qui veut que Hogan quitte la lutte, forcé par Vince McMahon qui veut tuer le phénomène Hulkamania. Le 1er mai 2003, Mr. America débute dans le segment épisodique de l'émission Piper’s Pit, dans lequel Vince apparaît en mentionnant qu’il est Hogan portant un déguisement. Mr. America réplique humoristiquement : « I am not Hulk Hogan, brother ! ». Cette rivalité continue pendant le mois de mai avec un match entre Mr. America et Roddy Piper. Vince McMahon essaye par tous les moyens de prouver que Mr. America est Hogan mais il échoue constamment. Mr. America est même passé au détecteur de mensonges. La dernière apparition de Mr. America est le 26 juin 2003 lors de Smackdown, où le Big Show, Shelton Benjamin et Charlie Haas battent Brock Lesnar, Kurt Angle et Mr. America. Lors de la fin de l'émission, Mr. America retire son masque pour montrer qu’il est vraiment Hogan. La semaine suivante, Hogan quitte la WWE à cause de certaines frustrations avec l’équipe créative. Le 3 juillet, Vince McMahon montre la scène et « met Hogan à la porte ». Au cours des mois suivants, la WWE parle du Big Show comme celui qui met Hogan à la retraite pour lui donner de la crédibilité. Fait ironique, le Big Show est découvert par Hulk Hogan en 1995 et a un push (façon de valoriser, mettre en avant subitement un nouveau catcheur face à un autre plus expérimenté) comme menace pour le règne de Hogan à la WCW. Le personnage de Mr. America ne passe pas inaperçu aux yeux de Marvel Comics qui affirme qu’il est une copie de Captain America, car il a un costume très similaire, portant de plus l’étoile du héros. Ceci s’ajoute aux problèmes sur les droits du nom Hulk Hogan. La WWE doit donc éditer toutes les références à Hulk Hogan pour Hollywood Hogan[réf. nécessaire].

#### Hall of Fame (2005)

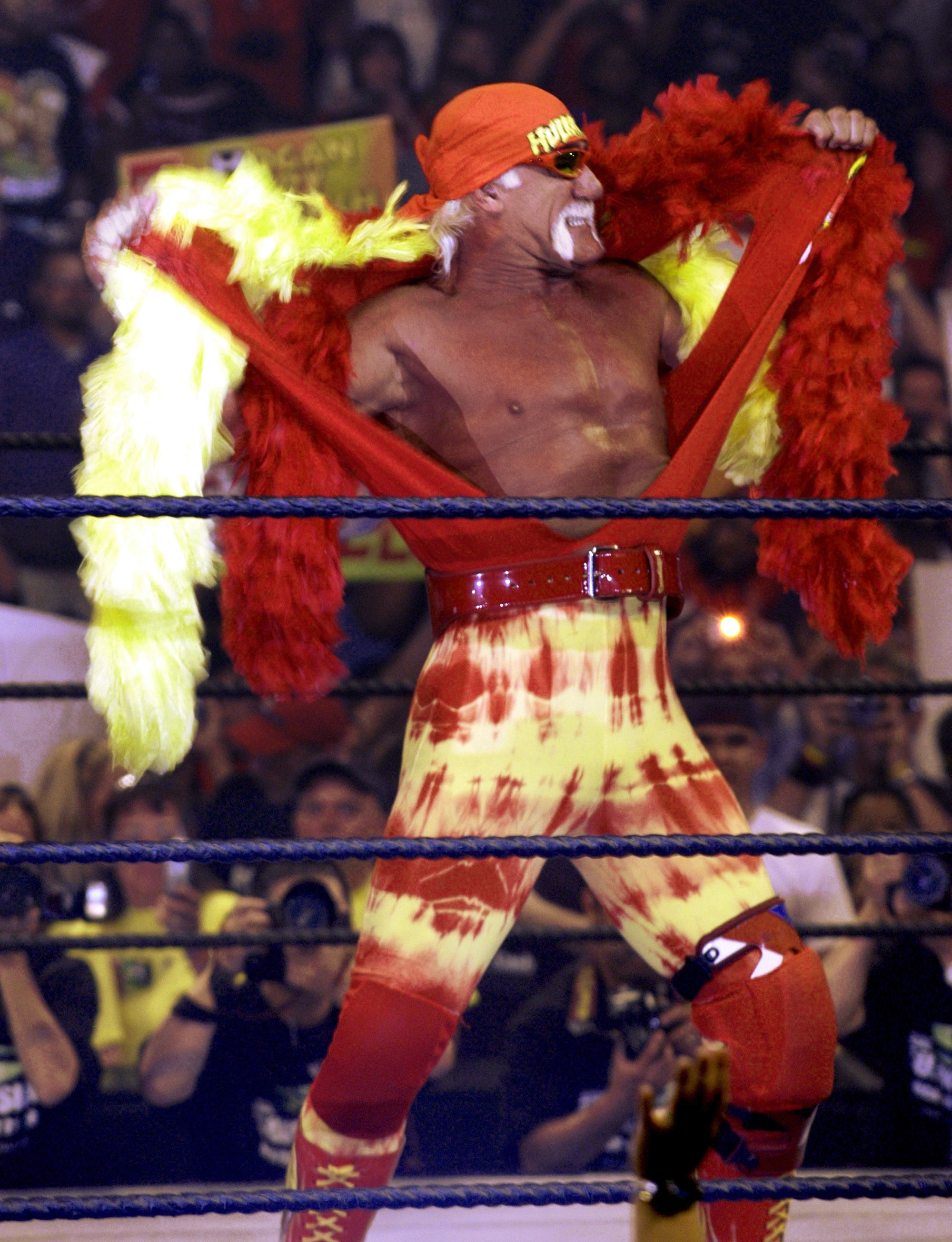
Hulk Hogan, durant son entrée à SummerSlam 2005.

Hogan est intronisé dans le Hall of Fame par Sylvester Stallone le 2 avril 2005[source insuffisante]. Le Hulkster est accueilli par une bruyante ovation. Durant son discours, Hogan est souvent interrompu par des fans qui lancent un « One more match ». Le lendemain, Hogan sauve Eugene de Muhammed Hassan et Daivari. Le 1er mai 2005, Hogan fait équipe avec Shawn Michaels pour battre Hassan et Daivari. Le 27 juin, lors de RAW, Hogan est le partenaire mystère de John Cena et Shawn Michaels dans un combat contre Chris Jericho, Christian et Tyson Tomko. Le titre lui est finalement retiré en juillet 2015 à la suite de propos racistes tenus quelques années auparavant[réf. nécessaire].

#### Diverses rivalités (2005-2006)
Hogan apparaît à RAW le 4 juillet en tant qu'invité spécial du Carlito’s Cabana. Après que Carlito pose des questions irrespectueuses envers sa fille Brooke Hogan, Hulk attaque Carlito. Kurt Angle arrive alors et fait d’autres commentaires sur Brooke ce qui met Hogan encore plus en colère. Hogan se fait battre dans un 2 contre 1 quand Shawn Michaels vient l’aider. Plus tard dans la soirée, les 2 hommes gagnent face à Carlito et Angle, et pendant la célébration d’après match, Shawn Michaels lui envoie sa prise de finition, le Sweet Chin Music, en pleine mâchoire. La semaine suivante, durant le Piper’s Pit, Shawn défie Hogan dans un combat 1 contre 1. Hogan accepte le combat, qui a lieu à SummerSlam 2005. Ni Hogan, ni Shawn n'ont perdu un combat lors de ce PPV. Ceci n’est maintenant plus vrai. Leur combat est l’attraction principale de la soirée, un combat nommé Icône contre Légende. Le combat est partagé entre les deux hommes, avec deux arbitres se retrouvant au sol et avec Shawn qui utilise une chaise. Même après le Sweet Chin Music, Hogan se releve et termine le combat avec le Leg Drop. Après le match, Michaels lui tend la main, disant qu’il doit découvrir par lui-même. Michaels quitte le ring pour laisser Hogan célébrer avec la foule.
À SummerSlam 2006, Hulk Hogan défait Randy Orton en lui plaçant son Atomic Leg Drop après avoir survécu au RKO dans un « Legend vs. Legend Killer » match.

### Total Nonstop Action Wrestling (2010-2013)

#### Immortal (2010-2011)
Le 27 octobre 2009, il est annoncé que Hulk rejoindra prochainement la Total Nonstop Action Wrestling Il fait officiellement ses débuts le 4 janvier 2010. Lors d'IMPACT du 8 mars, avec Abyss, ils ont battu AJ Styles et Ric Flair grâce à une intervention de Desmond Wolfe. Ric Flair est venu attaquer Hulk Hogan. C'est à la suite de l'arrivée de Hulk Hogan à la TNA que la forme du ring de la fédération a changé pour devenir carré comme à la WWE ou encore à la WCW. Tout le monde pensait que Sting et Kevin Nash (équipe) agissaient en tant que heel car ils attaquaient sans cesse Hulk Hogan et Jeff Jarett en disant qu'ils étaient nocifs à la TNA, mais à Bound for Glory (2010), Jeff Hardy, Jeff Jarett, Hulk Hogan et Bischoff deviennent Heel en attaquant les participants du TNA World Heavyweight Championship et révèlent que c'était eux les « They » (« ils ») d'Abyss. Il y aura un match entre Sting et Ric Flair. Si Ric Flair gagne, Sting devra prendre sa retraite, mais si Sting l'emporte, Il aura un match contre Hulk Hogan.lors du Impact du 29 septembre Hulk Hogan fais une promo disant que son temps est fini en disant qu'AJ Styles, Bobby Roode et James Storm sont le futur de la TNA et qu'il invite tout le monde à venir au prochain Impact pour qu'il soit aperçu une dernière fois sur un ring. Lors de Bound For Glory 2011, il perd contre Sting alors qu'il était accompagné par Ric Flair. En novembre 2010, Hulk Hogan fait la promotion du jeu vidéo de karaoké, Def Jam Rapstar édité par Konami. Il fera également partie du jeu vidéo intitulé WWE All Stars, commercialisé le 29 mars 2011.

#### Rivalité avec Aces & Eights (2012-2013)
Depuis l'émission d'Impact Wrestling du 22 mars 2012, il devient le Général Manager d'Impact Wrestling à la demande de Sting, en fait ce dernier était atteint d'une commotion cérébrale à la suite de sa défaite face au Champion TNA Bobby Roode dans le No Hold Barred Match de Victory Road 2012. En avril 2012, Hulk Hogan introduit en la présence de tous les champions de la TNA, les deux nouveaux concepts le GutCheak et l'Open Fight Night. Lors d'Impact du 26 juillet il se fait attaquer par les Aces & Eight. Probablement blessé Hulk Hogan est absent pendant plusieurs semaines avant de faire son retour le 23 aout lors de l'épisode d'Impact Wrestling. À l'épisode d'Impact Wrestling du 21 février Bully Ray, Sting et Hulk Hogan perdent un match face aux Aces & Eights. Le 3 octobre 2013, Hogan quitte la TNA en refusant l'offre de joindre Dixie Carter.

### Deuxième retour à laWorld Wrestling Entertainment(2014-2015)

#### Hôte de WrestleMania XXX, diverses apparitions et renvoi (2014-2015)
Début janvier 2014, Hulk Hogan annonce qu'il compte apparaître à WrestleMania XXX. Le 24 février, il revient à la WWE et est annoncé comme l'hôte de WrestleMania, et, le 10 mars, il annonce qu'une bataille royale aura lieu en l'honneur de son rival André The Giant,.
Il revient à la WWE, le 11 août, pour fêter son anniversaire avec d'anciens membres du New World Order, mais ils sont interrompus par Brock Lesnar et, après un face à face entre les deux hommes, John Cena arrive pour en découdre avec Lesnar, qui est, à ce moment-là, son rival, mais ce dernier préfère quitter le ring.
Il est licencié de la WWE en juillet 2015 pour avoir tenu des propos racistes dans une vidéo datant de 2008, voyant son nom supprimé du site de la WWE ainsi que du WWE Hall of Fame. Le 25 juillet 2015, la fédération annonce qu'il ne fait plus partie de son histoire.
En juin 2017, selon un rapport du Wrestling Observer Newsletter, la WWE souhaite un retour de Hogan en tant qu'ambassadeur.

### Troisième retour à la World Wrestling Entertainment (2018-2025)
Le 15 juillet 2018, la WWE annonce que Hulk Hogan est ré-intronisé au Hall of Fame après une suspension de trois ans.
Le 2 novembre 2018, il effectue son retour télévisé en tant que hôte du pay-per view WWE Crown Jewel en Arabie Saoudite.
Le 7 janvier 2019 à Raw, il vient rendre hommage au regretté « Mean » Gene Okerlund. Le 7 avril 2019 à la cérémonie des nouveaux entrants au WWE Hall of Fame, il intronise Brutus Beefcake.
Le 9 décembre, il est annoncé que Hogan, Scott Hall, Kevin Nash et X-Pac seront intronisés au Hall of Fame 2020 (la deuxième fois pour Hogan)[réf. nécessaire].
Le 4 janvier 2021, il effectue son retour en tant qu'ambassadeur[réf. nécessaire].

## Vie privée
En 2023, il est devenu chrétien évangélique et a été baptisé à l'Église baptiste d'Indian Rocks de Largo .
Lors de la convention nationale républicaine de 2024, il apporte son soutien à Donald Trump, le qualifiant de « vrai héros américain ». Les deux hommes se connaissaient depuis les années 1980, lorsque le milliardaire utilisait les compétitions de catch pour faire la promotion de ses casinos.

### Mort
Hulk Hogan meurt à son domicile de Clearwater en Floride au matin du 24 juillet 2025 à l’âge de 71 ans, annonce son manager Chris Volo à NBC News,,. Selon un communiqué de la ville rapporté par TMZ,, la police et les pompiers de Clearwater sont arrivés à son domicile pour répondre à un appel signalant un « arrêt cardiaque » à 9 h 51. Les premiers intervenants l'ont ensuite transporté à l'hôpital Morton Plant, où il a été déclaré mort à 11 h 17,.
Le président Trump rend hommage à un « grand ami ». « Hulk Hogan était MAGA jusqu’au bout - fort, solide, intelligent, mais avec un grand coeur ».

## Palmarès
- American Wrestling Association
  - 2 fois AWA World Heavyweight Champion (Titre reconnu par la WWE & AWA en 2005)
- New Japan Pro-Wrestling
  - Vainqueur du IWGP Tournament 1983 et de la version originale de l'IWGP Heavyweight Championship
  - Vainqueur du MSG Tag League Tournament (1982, 1983) avec Antonio Inoki
- Pro Wrestling Illustrated
  - Élu catcheur de l'année 1992[76]
  - Match de l'année 1985 en équipe avec Mister T. contre Roddy Piper et Paul Orndorff ; 1988 contre André The Giant ; 1990 contre The Ultimate Warrior ; 2002 contre The Rock[77]
  - Rivalité de l'année 1986 contre Paul Orndorff[78]
  - Catcheur le plus populaire des années 1985, 1986, 1987, 1989 et 1991[79]
  - Catcheur le plus haï de l'année 1996[80]
  - Retour des années 1994 et 2002[81]
- Southeastern Championship Wrestling
  - 1 fois NWA Southeastern Heavyweight Champion (Northern Division)
- World Championship Wrestling
  - 6 fois WCW World Heavyweight Champion[82]
- World Wide Wrestling Federation/World Wrestling Federation/World Wrestling Entertainment
  - 6 fois WWF/E Champion[83]
  - 1 fois WWE World Tag Team Champion (avec Edge)
  - 2 fois WWE Hall of Famer
    - 2005 : en solo
    - 2020 : en tant que membre du nWo[84]

  - Vainqueur du Royal Rumble 1990[85] et 1991[86]
  - Invaincu à Summerslam (9 victoires et 0 défaite)
- Wrestling Observer Newsletter
  - Rivalité de l'année 1986 vs. Paul Orndorff[87]
  - Catcheur le plus charismatique de 1985 à 1987 et de 1989 à 1991[88]
  - Most Overrated de 1985 à 1987 et de 1989 à 1991[89]
  - Pire match de l'année en 1987 vs. André the Giant à WrestleMania III ; en 1996 avec Randy Savage vs. Arn Anderson, Meng, The Barbarian, Ric Flair, The Taskmaster, Z-Gangsta et The Ultimate Solution à Uncensored ; en 1997 vs. Roddy Piper au SuperBrawl VII ; en 1998 vs. The Warrior à Halloween Havoc[90]
  - Pire rivalité de l'année en 1991 vs. Sgt. Slaughter ; en 1995 vs. The Dungeon of Doom ; en 1998 vs. The Warrior ; en 2000 vs. Billy Kidman[91]
  - Meilleur « gentil » entre 1982 et 1991[92]
  - Least Favorite Wrestler en 1985, 1986, 1991 et de 1994–1999[92]
  - Pire catcheur de l'année 1997[93]
  - Most Embarrassing Wrestler en 1995, 1996 et de 1998 à 2000[94]

PWI 500, les cinq cents meilleurs catcheurs de l'année (crée en 1991)
| Année | 1991 | 1992 | 1993 | 1994 | 1995 | 1996 | 1997 | 1998 | 1999 | 2000 | 2001       | 2002 |
| ----- | ---- | ---- | ---- | ---- | ---- | ---- | ---- | ---- | ---- | ---- | ---------- | ---- |
| Rang  | 1    | 12   | 17   | 2    | 6    | 8    | 55   | 53   | 44   | 59   | Non classé | 19   |

## Filmographie

### Cinéma
- 1982 : Rocky 3, l'œil du tigre (Rocky III) : Thunderlips
- 1984 : Bimini Code : Rick
- 1989 : Cadence de combat (No Holds Barred) : Rip
- 1990 : Gremlins 2, la nouvelle génération (Gremlins 2, The New Batch) : Lui-même
- 1991 : Suburban Commando (Space commando) : Shep Ramsey
- 1993 : Thunder in Paradise : Randolph J. « Hurricane » Spencer
- 1993 : Monsieur Nounou (Mr. Nanny) : Sean Armstrong[95]
- 1994 : Thunder in Paradise II : R.J. « Hurricane » Spencer
- 1995 : Thunder in Paradise III : R.J. « Hurricane » Spencer
- 1996 : Agent zéro zéro (Spy Hard) : Catcheur
- 1996 : Agent double, espions en herbe (The Secret Agent Club) : Ray Chase
- 1996 : Monsieur Papa... (Santa with Muscles) : Blake
- 1998 : Froid comme l'enfer (The Ultimate Weapon) : Cutter
- 1998 : Le Trésor de McCinsey (McCinsey's Island) : Joe McGrai
- 1998 : Les trois ninjas se déchaînent (3 Ninjas: High Noon at Mega Mountain) : Dave Dragon
- 1999 : Les Muppets dans l'espace (Muppets from Space) : Homme en noir
- 2009 : Little Hercules : Zeus

### Télévision
- 1984 : Goldie and the Bears (téléfilm) : Mac McKenna
- 1984 : Agence tous risques (série TV) : Hulk Hogan
- 1985 : Search For tomorrow (série télé) : Hulk Hogan
- 1986 : La croisière s'amuse (série télé) : Hulk Hogan
- 1987 : Dolly (série télé) : Starlight Starbright
- 1994 : Caraïbes offshore (Thunder in Paradise) (série télé) : R. J. « Hurricane » Spencer
- 1995 : Alerte à Malibu (Baywatch) (série télé) : Hulk Hogan
- 1997 : Les Guerriers de l'ombre (Shadow warriors) (téléfilm) : Mike McBride
- 1998 : Susan (série télé) : Hollywood Hogan
- 1999 : Les Guerriers de l'ombre 2 (Shadow Warriors II: Hunt for the Death Merchant) (téléfilm) : Mike McBride
- 2001 : Walker, Texas Ranger (série télé) : Boomer Knight
- 2012 : American Dad! (série télé) : lui-même
- 2012 : The Inbetweeners (série télé) : lui-même
- 2019 : Les Goldberg (série télé) : lui-même

### Émissions de télévision
- 2005-2007 : Le Monde merveilleux de Hulk Hogan
- 2008 : Hogan Academy
- 2009 : American Gladiators
- 2009 : Hulk Hogan académie : animateur[96]

### Producteur de cinéma
- 1989 : Cadence de combat (No Holds Barred)
- 1991 : Suburban Commando (Space commando)
- 1993 : Thunder in Paradise
- 2005 : Remainder

### Producteur de télévision
- 1997 : Assault on Devil's Island
- 1999 : Les Guerriers de l'ombre 2 (Shadow Warriors II: Hunt for the Death Merchant)

### Voix françaises
| - Michel Vigné dans : - Monsieur Nounou - Caraïbes offshore (série télévisée) - Alerte à Malibu (série télévisée) - The Ultimate Weapon - Le Trésor de McCinsey (série télévisée) - Walker, Texas Ranger (série télévisée) - Pascal Renwick (*1954 - 2006) dans : - L'Agence tous risques - Les Guerriers de l'ombre - Les Guerriers de l'ombre 2 | Et aussi - Jacques Richard (*1931 - 2002) dans Rocky 3 - Jean-Paul Richepin dans Gremlins 2 : La Nouvelle Génération - Jean-Claude Michel (*1925 - 1999) dans Suburban Commando - Marc Alfos (*1956 - 2012) dans Les Muppets dans l'espace - Omar Yami dans Gnomeo et Juliette (voix, animation) |